# 고경태
고경태(髙慶汰, 1995년 4월 6일 ~ )는 대한민국 축구 선수로 포지션은 미드필더이다.